# Karmraszen (Aragacotn)
Karmraszen – wieś w Armenii, w prowincji Aragacotn. W 2011 roku liczyła 632 mieszkańców.